# Amédée Bollée
Amédée Ernest Bollée, född 10 januari 1844 i Le Mans, död 20 januari 1917 i Paris, var en fransk uppfinnare.
Bollée började tidigt experimentera med ångvagnar. År 1873 lyckades han, efter att länge haft problem med styrningen, konstruera en vagn försedd med styrning med parallellstång. Ångvagnen fick namnet I'Obéissante (Den lydige) på grund av sin lättstyrdhet. Vagnen hade en vikt på fem ton, ångmaskinen utvecklade 15 hästkrafter, och den kunde komma upp i en hastighet av 40 kilometer i timmen, även om 18–19 kilometer i timmen var normal hastighet. Fordonet hade även en god backtagningförmåga och klarade vid ett tillfälle att köra 230 kilometer på 18 timmar. Ångvagnen, som efter 15 år "trimmades", kom då att delta i den första långdistanstävlingen mellan Paris och Bordeaux.
Bollée byggde även en stor omnibus, som kunde ta 40 passagerare, samt ett militärfordon med en vikt av 28 ton vilket kunde ta ända upp till 130 tons last. Militärfordonet, som torde ha varit det största och tyngsta ånglandsvägsfordon som byggts, kunde med 20 tons last ta sig fram på de flesta vägar med 6-7 kilometer i timmen och kunde även i lätta sluttningar ta en last av 36 ton. Militärvagnen var utrustad med sex hjul, med drivning på de fyra bakre och de två främsta som styrhjul. Bollée hade dock svårt att få tillstånd att framföra sina fordon, först i augusti 1875 erhöll han ett sådant. Bollée experimenterade därefter med att konstruera lättare ångvagnar, men hade där föga framgång. Han lyckades bygga ett fordon med en vikt av endast ett ton, och som kunde uppnå en hastighet av 55 kilometer i timmen. Då vägarna vanligen var i mycket dåligt skick och vagnen hade massiva hjul, tenderade vagnen till att skaka sönder och fick byggas om många gånger innan den kunde få praktisk användning. En av hans sista konstruktioner var en exklusiv "mail-coach" åt en markis. Bollée var först med att använda kardanaxel på en av sina vagnar.